# Senator (album)
A Senator (album) a Senator együttes első, és egyben egyetlen nagylemeze, amely 1985-ben jelent meg.

## Története
1985-ben Som Lajos a Piramis megszűnése után új együttest szervezett, amely stílusát tekintve, a Piramishoz hasonlított. Különböző „neves”, befutott együttesekből toborozta a tagokat, és megalakult a Senator együttes (első felállása): Gigor Károly (ex-Hardtop) (dob), Som Lajos (ex-Piramis) (basszusgitár), Szekeres Tamás (ex-Varga Miklós Band), Takáts Tamás (ex-Karthago) (ének), Varga László (ex-Pardon) (billentyűs). A zeneszövegeket pedig Horváth Attila írta, aki korábban a Taurusnak, és a Korálnak is írt szövegeket.
A zenekarnak eme felállása készítette el az első lemezét, amely Hungaroton-Startnál jelent meg. Az albummal a „klasszikus” rockzenét akarták életben tartani, azonban a lemez nem aratott osztatlan sikert, egy-két sikeresnek mondható nótát leszámítva („Jönnek a démonok”, „Te őrült”). Nem sokkal az album megjelenése után Szekeres Tamás távozik az együttesből, helyét Fehér Attila vette át a gitár poszton. 
Sajnos a lemez Magyarországon még nem jelent meg CD formátumban, így a vinillemez és az „eredeti” magnókazetta ritkaságnak számít a gyűjtők körében.
1985 őszén az együttes turnézni indult, amelyen még Závodi János is részt vett, de a régi módi zenéjüket a közönség nem fogadta jól. Som Lajos ismét rosszkor volt rossz helyen, mivel a Senator a régi stílusú „West Coast” zenéjével akart betörni, akkor, amikor a hard rock, és a heavy metal már régen tombolt Magyarországon. A Senator sikertelenségre való tekintettel, 1986–ban feloszlott. Gigor Károly a Fixbe, Fehér Attila pedig a Step együttesbe igazolt át. Varga László később a Varga Miklós Band tagja, Takáts Tamás pedig az East új énekese lett.

## Az album dalai
Az album dalainak szövegét Horváth Attila írta, kivéve azokat, amelyek jelölve vannak.

### Első oldal
1. Jönnek a démonok (Szekeres Tamás – Horváth Attila) – 4:33
2. Az ágyam a menedékhely (Szekeres Tamás – Horváth Attila) – 4:53
3. Dühösen, bűnösen (Szekeres Tamás – Horváth Attila) – 3:16
4. Csak a jók mennek el (Szekeres Tamás – Horváth Attila) – 5:04

### Második oldal
1. Játssz tovább! (Varga László – Horváth Attila) – 3:33
2. Reménytelen álmodozó (Szekeres Tamás – Horváth Attila) – 3:26
3. Nincs másik út (Szekeres Tamás – Horváth Attila) – 3:09
4. Öt napja már (Varga László / Horváth Attila)– 3:15
5. Te őrült (Szekeres Tamás – Horváth Attila) – 4:25

## Közreműködők
- Gigor Károly – ütőhangszerek, (Ludwig és Simons) dobok
- Som Lajos – basszusgitár (4001 Rickenbacker)
- Szekeres Tamás – gitár (Gibson), vokál
- Takáts Tamás – ének
- Varga László – billentyűsök (Oberheim OB2, Yamaha DX7), vokál
- Horváth Attila – szövegíró

Produkció
- Szekeres Tamás – zenei rendező
- Berkes Zoltán, Rozgonyi Péter – hangmérnök és hangtechnikus
- Kosnás Roland – borítóterv, fotó és grafika